# Falc (hrad)

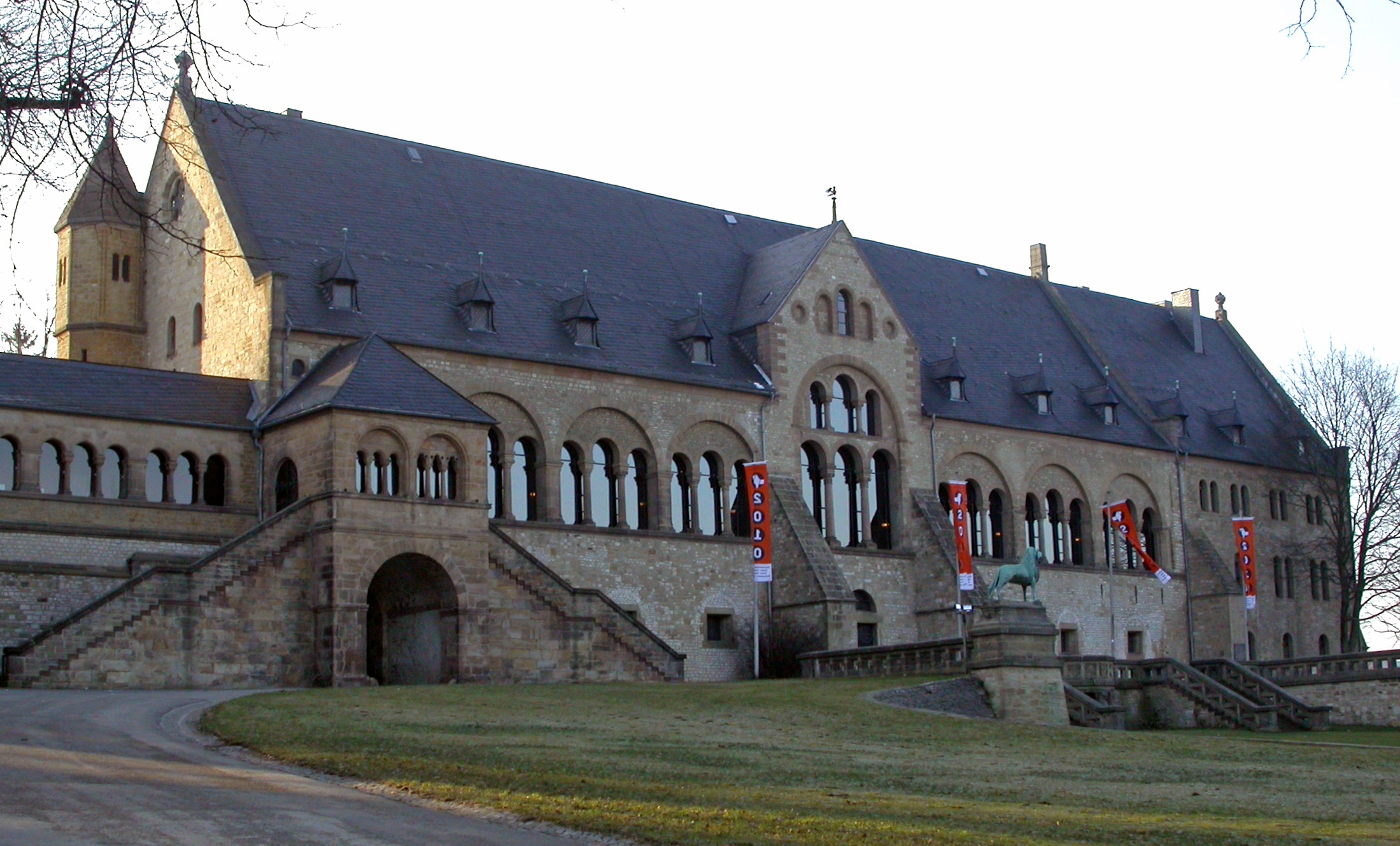
Palác falce v Goslaru. Jedna z největších světských staveb své doby (54 x 18 m)

Falc (z něm. Pfalz, hrad, palác, z lat. palatium) je typ raně středověkého hradu ve Svaté říši římské.

## Funkce císařských falcí
Panovník v říši nevládl z jednoho místa, ale se svým dvorem se přesouval, putoval po jednotlivých částech říše, což mu v době chybějící infrastruktury kvalitních cest a zásobování umožňovalo efektivněji vykonávat panovnické funkce (soudnictví, vybírání daní, udělování privilegií atd.) a uživit dvůr. A právě královské (císařské) falce tvořily síť sídel, po kterých se panovník se svým dvorem mohl pohybovat a které mu poskytovaly potřebné zázemí.

## Jednotlivé falce a jejich rozmístění

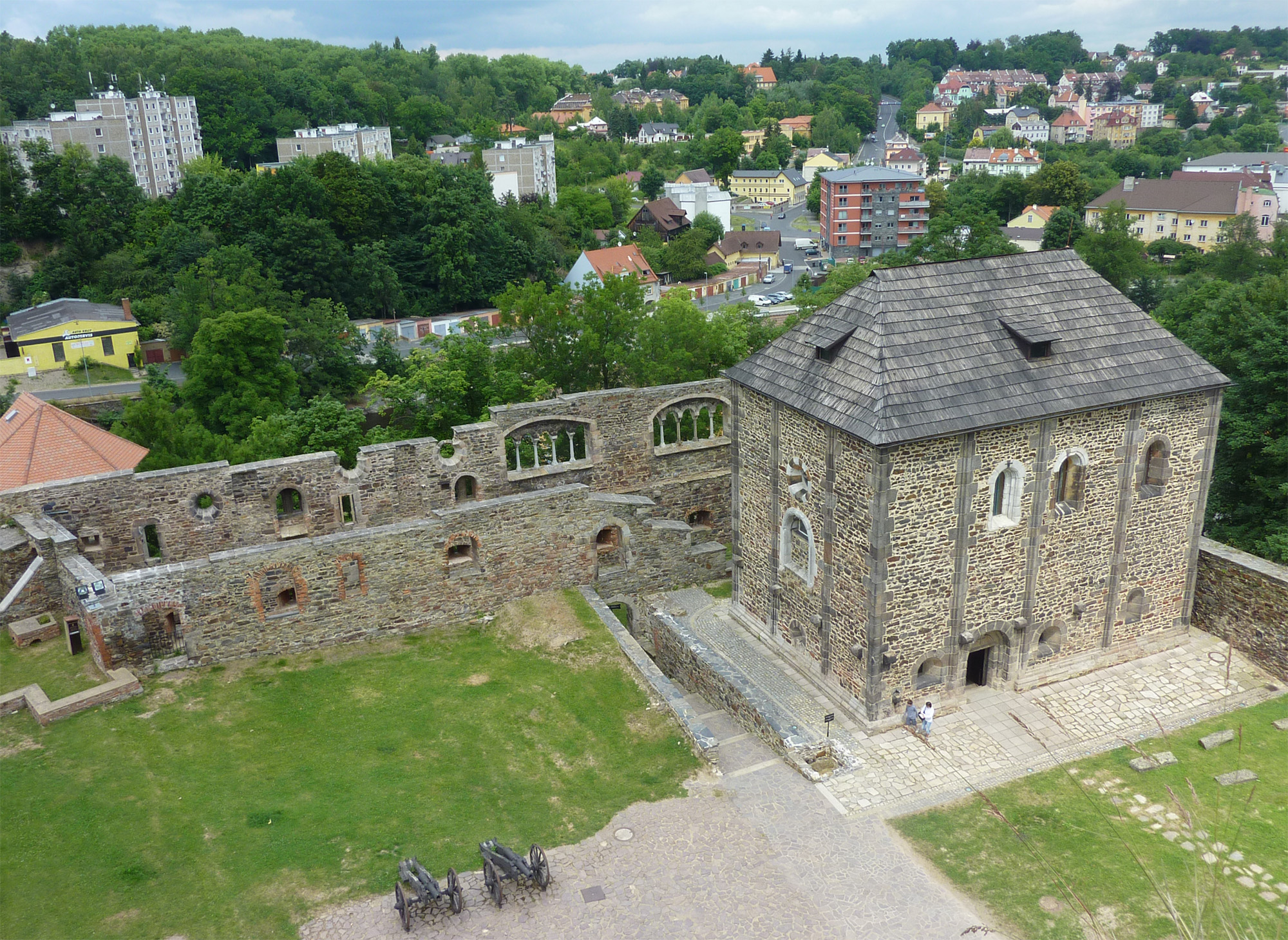
Zdi paláce a kaple falce v Chebu

Nejvýznamnější falc byla v Cáchách (Aachenu) s korunovační kaplí Panny Marie z doby Karla Velikého. Významné i méně významné falce se nacházely na desítkách až stovkách míst dnešního Německa a sousedních států. Často byly umísťovány ve vzdálenosti přibližně 30 km, která odpovídá jednomu dni cesty na koni. V Česku se nachází jediná falc v Chebu, protože jí spravované Chebsko bylo k českým zemím připojeno až za vlády Jana Lucemburského.

## Architektonická podoba

Rekonstrukce podoby falce Karla Velikého v Cáchách

Podoba falcí se v průběhu času měnila. V době Karla Velikého mohlo jít o jednoduché a neopevněné dvorce, ale za vlády Štaufů se některé vyvinuly do podoby regulérních kamenných hradů. Ani ty však netvoří žádný specifický typ, do kterého se pojem falc v některé literatuře zužuje. Pro štaufské falce bývá typický velký ústřední kamenný palác na půdorysu protáhlého obdélníku. Vnitřek, osvětlený zpravidla řadou půlkruhově zaklenutých, někdy sdružených oken, obsahoval velký královský sál (aula regia). Ústřední palác byl doplněn dalšími budovami, zejména kaplí a stájemi pro koně.
Císařské falce jsou považovány za vzor románského knížecího paláce Pražského hradu, který svou původní podobou paláce falcí připomínal.

## Galerie

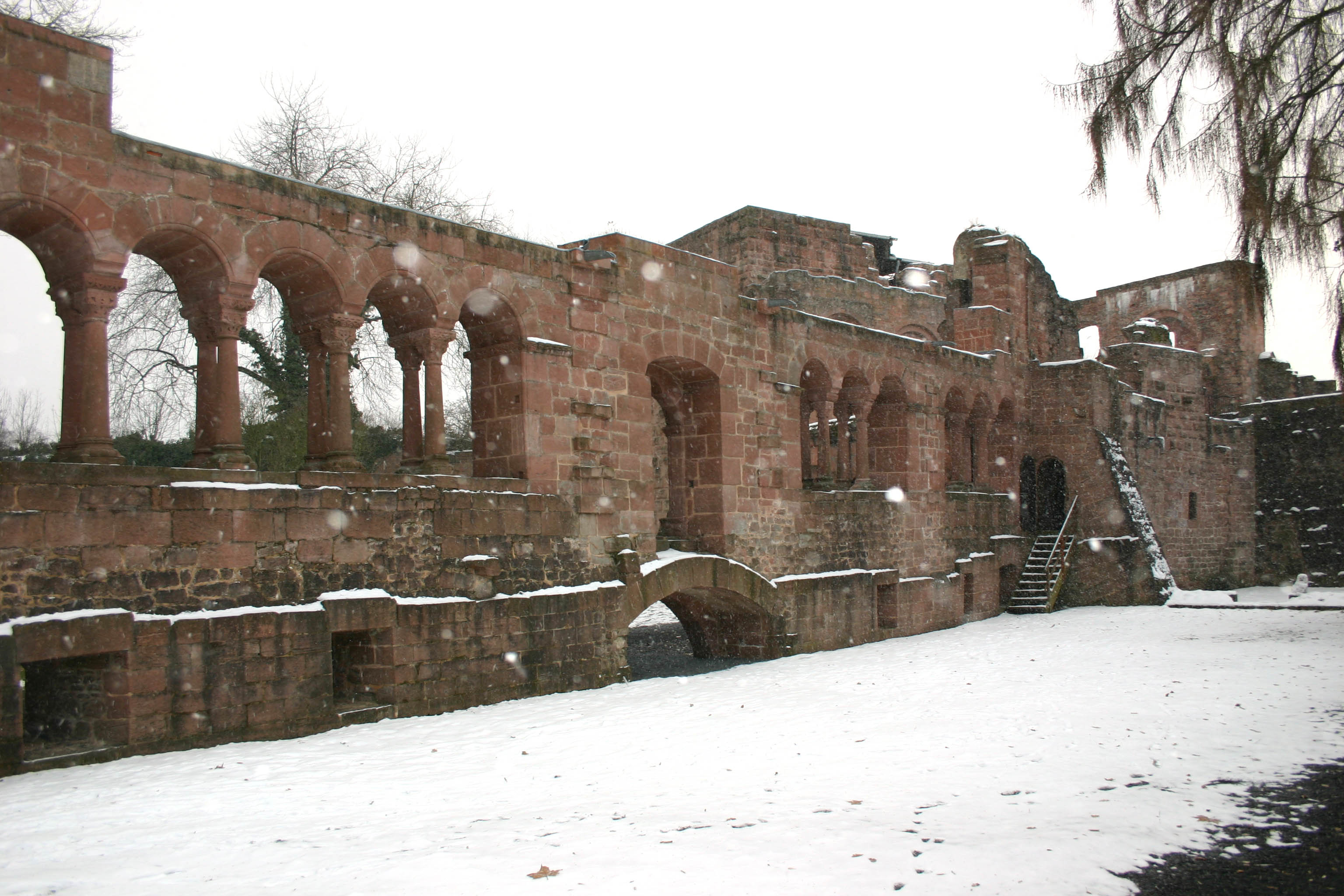
Falc v hesenském Gelnhausenu
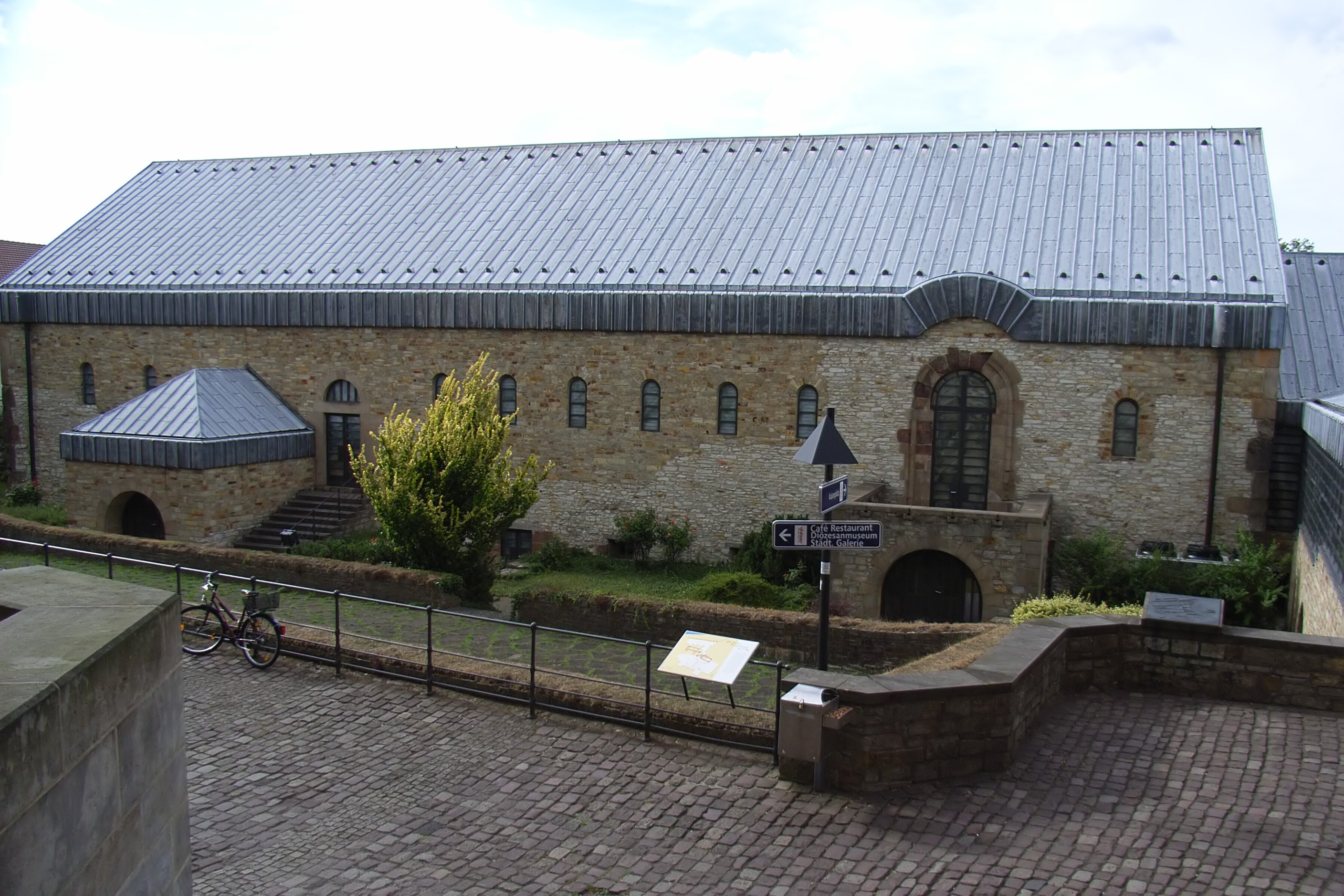
Palác falce v Paderbornu (muzeum)
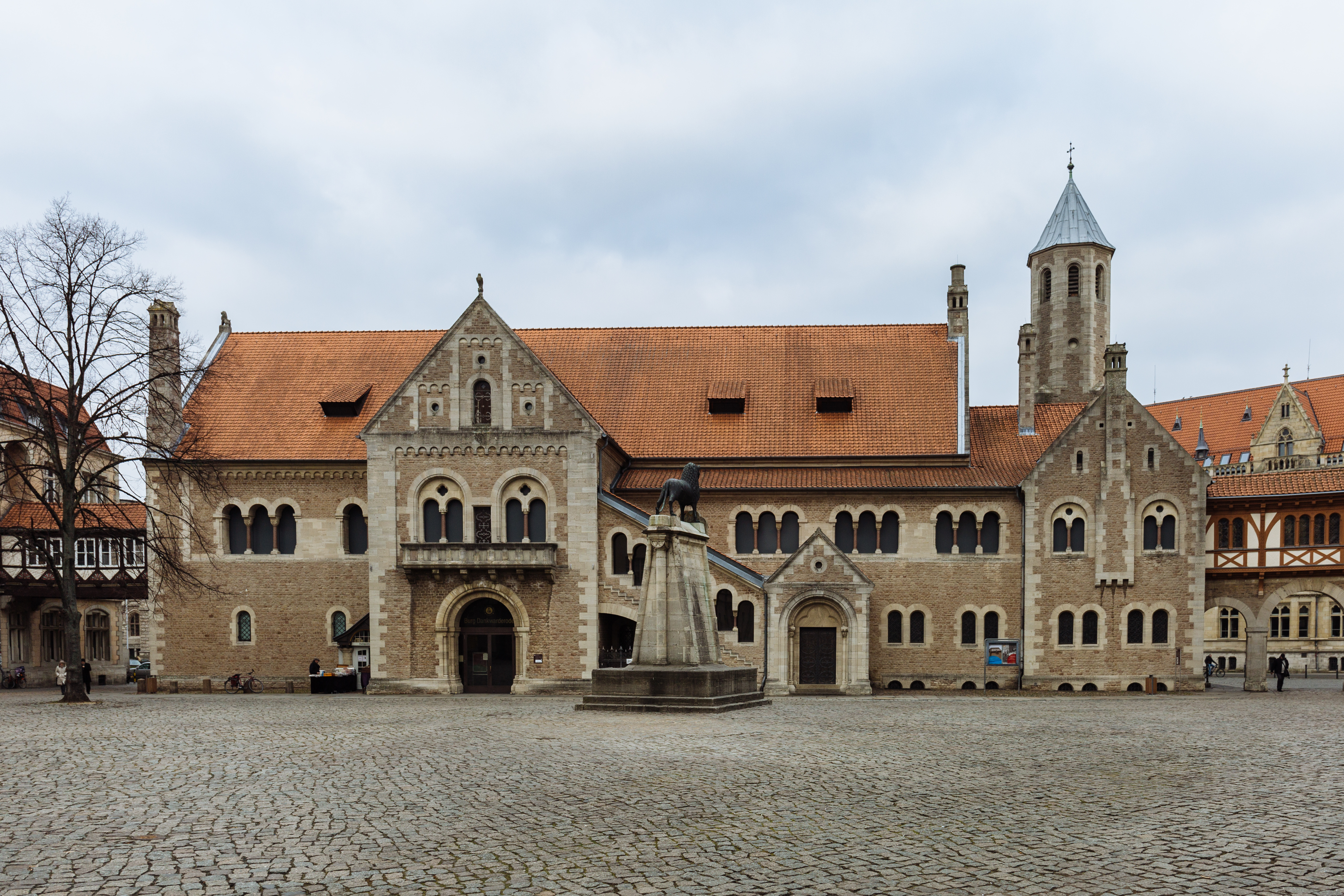
Hrad Dankwarderode v Braunschweigu
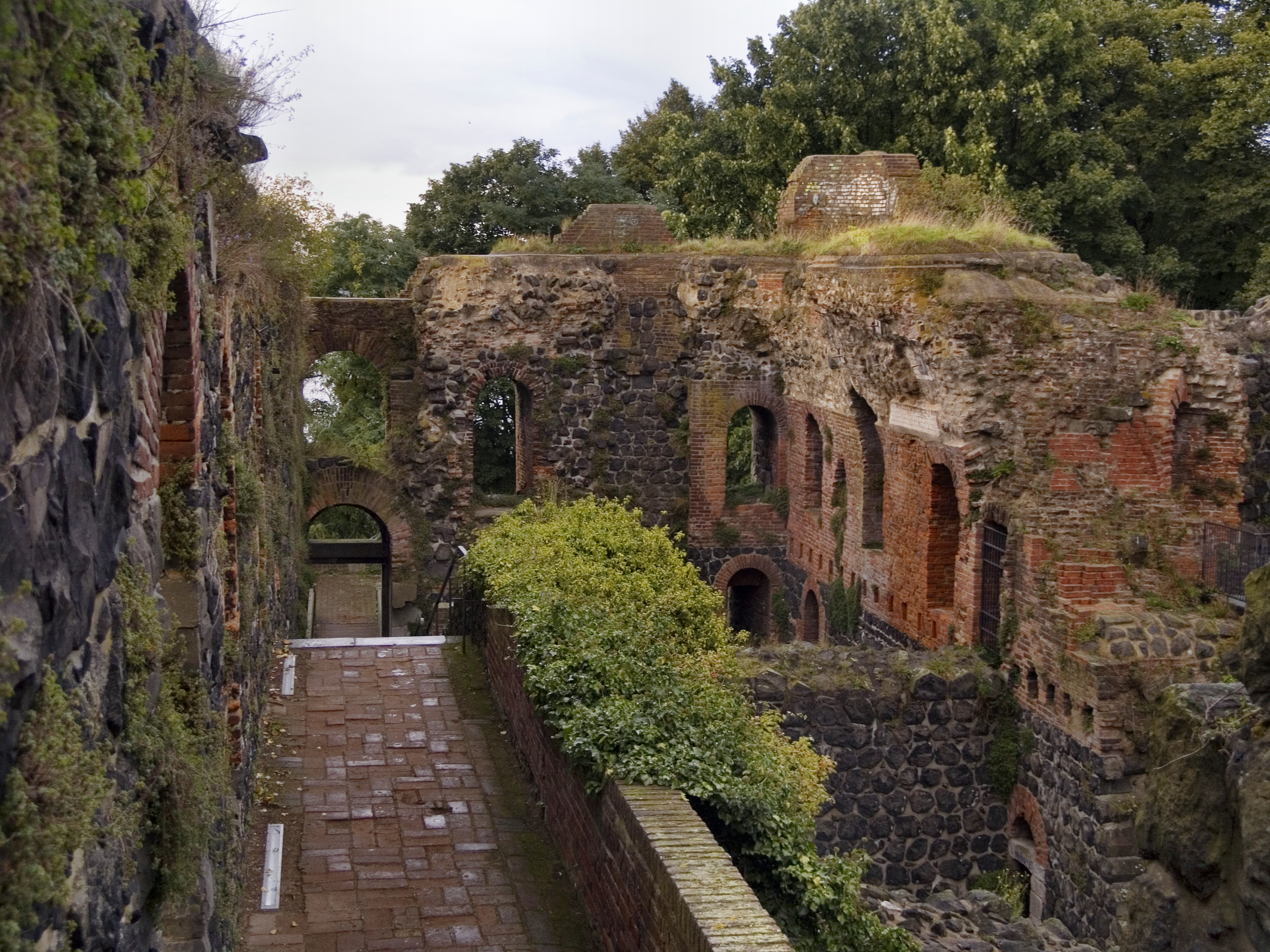
Ruiny císařské falce v Düsseldorfu-Kaiserswerthu